# Wybawca
Wybawca – dramat wojenny z 1998 roku, w reżyserii Serba Piotra Antonijevica, produkcji amerykańskiej, zrealizowany w Czarnogórze i Kanadzie.
Film przedstawia fikcyjną historię umieszczoną w rzeczywistości wojny domowej w Bośni i Hercegowinie, gdzie walczyli ze sobą Serbowie, Bośniacy i Chorwaci, wyniszczając siebie nawzajem i popełniając zbrodnie na ludności cywilnej.

## Fabuła
Początek filmu to rok 1987. Joshua Rose jest urzędnikiem Departamentu Stanu pracującym w Ambasadzie Stanów Zjednoczonych w Paryżu. Jest świadkiem śmierci swojej żony Marii Rose i syna od wybuchu bomby w ataku terrorystycznym, o który podejrzewa się muzułmańskich radykałów. Po pogrzebie udaje się do meczetu, gdzie w zemście zabija grupę modlących się muzułmanów. Jego przyjaciel, Piotr, jest zmuszony zastrzelić jednego z ocalałych muzułmanów, gdy ten próbuje zastrzelić Joshuę. Aby uniknąć więzienia Joshua i Piotr wstępują do francuskiej Legii Cudzoziemskiej. Joshua przyjmuje w niej imię Facet (Guy).
W 1993 roku trafiają na wojnę domową w Bośni i Hercegowinie, gdzie walczą po stronie bośniackich Serbów jako żołnierze Wojsk Republiki Serbskiej przeciwko Bośniakom (muzułmanom). Peter ginie od granatu rzuconego przez dziewczynkę. Nauczony tym doświadczeniem Guy zabija chłopca, który tym razem okazał się niewinną ofiarą – wyszedł wyłącznie po zbiegłą kozę. Wywiera to silne emocje na Guyu.
Następnie Guy wraz z Serbem Goranem znajdują się po stronie Bośniaków, w chwili zawieszenia broni. W jednym z domów znajdują staruszkę oszołomioną zamordowaniem jej rodziny. W szafie znajduje się także małe dziecko, o którym Guy nie mówi Goranowi. Goran ucina palec staruszce, aby ukraść jej pierścionek. Po wyjściu na zewnątrz rozpoczyna się atak ze śmigłowców. Po ataku Guy biegnie z powrotem do domu, ale staruszka i dziecko zginęli od wybuchu.
Potem Guy i Goran udają się na wymianę jeńców. Za Bośniaczkę wielokrotnie zgwałconą przez Gorana Bośniacy wydają Serbkę Wierę, która jest w zaawansowanej ciąży powstałej w wyniku gwałtu przez Bośniaków. Guy i Goran mają ją odwieźć do domu, ale w międzyczasie Goran pobija Wierę za to że nie zapobiegła gwałtowi lub nie popełniła samobójstwa. Uderzenia i kopy powodują przedwczesny poród. Goran chce zastrzelić rodzące się dziecko, ale Guy uniemożliwia mu to, zabijając go. Guy przyjmuje poród, a następnie udaremnia próbę samobójstwa Wiery. Zawozi Wierę z dzieckiem do domu rodzinnego.
Ojciec Wiery wyrzuca ją z domu za to, że została zgwałcona i urodziła dziecko. Guy postanawia zawieźć Wierę z dzieckiem do obozu dla uchodźców w Boleczy. Wiera w dalszym ciągu nie rozmawia i odrzuca dziecko. W międzyczasie do domu Wiery przybywa rodzina Gorana po znalezieniu ciała, szukając Guya i Wiery z którymi Goran był ostatnio przed śmiercią. Ojciec Wiery postanawia samemu odnaleźć Wierę i Guya. Wiera w międzyczasie przekonuje się do dziecka. Ojciec i brat Wiery w końcu znajdują Wierę, dziecko i Guya. Ojciec Wiery uważa, że Wiera powinna się zabić i ocalić honor rodziny, daje jej pistolet. Wiera odmawia tłumacząc, że ma dziecko. Ojciec Wiery postanawia zabić dziecko i Wierę, ale Guy powstrzymuje ich, zostając jednak postrzelony. Tłumaczy, że to on zabił Gorana. Ojciec Wiery postanawia więc zabić Guya, ale wstawia się za nim Wiera z dzieckiem. Brat Wiery także namawia ojca do powstrzymania, mówi że nie warto zabijać naszych za Gorana. Ostatecznie Wiera, dziecko i Guy zostają puszczeni wolno.
Guy zostaje opatrzony, musi jednak odpocząć. Nad ranem Wiera postanawia wrócić do domu rodzinnego. W drodze okazuje się, że okolicę przejęła Armia Republiki Bośni i Hercegowiny, niszcząc wsie, mordując miejscową ludność. Rodzina Wiery trafiła do niewoli, a Guy sam nie jest w stanie im pomóc. W związku z tym Guy postanawia zawieźć Wierę i dziecko do Splitu w Chorwacji, gdzie znajduje się strefa Organizacji Narodów Zjednoczonych i jednostka Międzynarodowego Czerwonego Krzyża.
Po drodze w samochodzie kończy się paliwo. Schronienia i pomocy udziela starsze małżeństwo. Starzec tłumaczy, że jest Chorwatem, jego żona Serbką a mieszkają w Bośni i Hercegowinie – stwierdza, że przed wojną nie było różnicy, a obecna wojna jest głupotą. Guy zrzuca swój mundur żołnierza Wojsk Republiki Serbskiej, w zamian Chorwat daje mu ubranie po swoim zmarłym na wojnie synu. Mężczyzna udostępnia także swoją łódź. Poleca przeprawić się na drugi koniec jeziora do miasta, a następnie z miasta pojechać do Splitu autobusem. Widząc, że miasto jest zniszczone, postanawiają dobić do brzegu w okolicy. Po dobiciu do brzegu Guy, z uwagi na dolegliwości rany postrzałowej, zostaje z dzieckiem na brzegu, chowając się w półzatopionym statku. Wiera udaje się do miasta szukać autobusu. Po jej odejściu Guy stwierdza, że przy łodzi pływa ciało, a więc okolica na pewno nie jest bezpieczna. Wiera znajduje autobus. Wraz z nią podróżują Serbowie i Bośniacy, autobus zostaje przejęty przez żołnierzy Chorwackiej Rady Obrony. Autobus dojeżdża na brzeg jeziora, gdzie Chorwaci okrutnie mordują Bośniaków i Serbów przy pomocy młota. Guy schowany w półzatopionym statku, mimo posiadania karabinu, nie może nic zrobić w pojedynkę. Wiera, wiedząc że zaraz zginie, zaczyna śpiewać kołysankę, która uspokaja dziecko schowane z Guyem w statku. Wiera zostaje zamordowana przez Chorwatów. Tuż przed odjazdem Chorwatów dziecko zaczyna głośniej się zachowywać, co dociera do Chorwatów. Guy chowa się w szafie okrętowej. Chorwaci wchodzą na statek. W szafie był także kot. Chorwaci uznają, że hałas pochodził od kota i odjeżdżają. Guy uciszając dziecko poddusił je, przez co przestało oddychać. Wykonuje sztuczne oddychanie i masaż serca, dzięki czemu dziecko udaje się uratować.
Guy przemierza dalej pieszo, łapiąc kolejny autobus. Ponieważ nie ma pieniędzy na opłacenie podróży autobusem, oddaje swój naszyjny złoty krzyż, który jest jedyną pamiątką po zmarłych w Paryżu żonie i synu. Dociera do Splitu. Podrzuca dziecko do Czerwonego Krzyża, samemu udając się na molo, gdzie wrzuca do morza dokumenty i broń. Po chwili pracownica ONZ, która wcześniej podróżowała tym samym autobusem, podbiega do niego z dzieckiem. Guy stwierdza, że to jego córka. Pracownica ONZ stwierdza, że zabierze jego i dziecko do szpitala. Zaczyna śpiewać dziecku kołysankę, tę samą którą śpiewała Wiera i odprowadza Guya z dzieckiem do szpitala.

## Obsada
- Nastassja Kinski jako Maria Rose
- Pascal Rollin jako paryski ksiądz
- Catlin Foster jako chrześcijanin
- Dennis Quaid jako Joshua Rose / Facet (Guy)
- Stellan Skarsgård jako Piotr Dominik (Peter Dominic)
- John Maclaren jako pułkownik
- Irfan Mensur jako sierżant
- Sergej Trifunović jako Goran
- Kosta Andrejević jako chłopiec na moście / chłopiec martwy w rzece
- Ljiljana Krstić jako staruszka
- Sanja Zogović jako dziewczyna na moście
- Veljko Otašević jako ksiądz prawosławny
- Marina Bukvički jako dziewczyna muzułmańska
- Dušan Perković jako wujek Ratko
- Nataša Ninković jako Wiera (Vera)
- Dajana Radević jako dziecko
- Sanja Borodenko jako dziecko
- Aleksandra Borodenko jako dziecko
- Darka Tośković jako dziecko
- Ljiljana Blagojević jako matka Wiery
- Miodrag Krstović jako ojciec Wiery
- Nebojša Glogovac jako brat Wiery
- Dušan Janićijević jako starzec
- Renata Ulmanski jako starsza kobieta
- Svetozar Cvetković jako chorwacki oficer
- Josif Tatić jako chorwacki kat
- Čedo Dragović jako kierowca
- Vesna Trivalić jako młoda kobieta w autobusie
- Predrag Antonijević jako facet z bronią w autobusie
- Robert Apisa jako pułkownik
- Beau Holden jako ojciec w dokach
- Raed Abbas jako więzień

## Odbiór filmu
- Roger Ebert: Wybawca to „brutalnie szczery to film wojenny, w który zwraca uwagę na fakt, że nienawiść i uprzedzenia są często przedstawiane jako patriotyzm”.[1]

## Nagrody
- Nagroda „Naisa” dla Natašy Ninković za rolę Wiery.
- Nagroda publiczności na Festwalu Filmowym w Niszu dla Natašy Ninković za rolę Wiery.
- Nagroda za najlepszą rolę żeńską na Festiwalu Filmowym w Valenciennes dla Natašy Ninković za rolę Wiery.
- Nagroda za najlepszą rolę żeńską na Międzynarodowym Festiwalu Filmowym w Soczi 1998 dla Natašy Ninković za rolę Wiery.
- Nagroda Political Film Society w Stanach Zjednoczonych w 1998 roku w kategorii „Pokój” (film najlepiej upowszechniający pokój)

## Muzyka
Utwory chóralne do filmu wykonały chór Radia i Telewizji Serbii i Belgradzka Orkiestra Symfoniczna. W filmie wykorzystano regionalne pieśni ludowe, takie jak Zajdi, zajdi, Uspavanka (śpiewane jako kołysanka) i Rasti, rasti, moj zeleni bore (jako temat filmu).